# Rashtriya Swayamsevak Sangh
Rashtriya Swayamsevak Sangh (abrev. RSS; em hindi, राष्ट्रीय स्वयंसेवक संघ Rāṣṭrīya Svayamsevak Sangh; em português, "Associação Nacional de Voluntários" ) é uma organização paramilitar radical hindu, possivelmente fascista, sediada na Índia. Baseada nos princípios do Hindutva, filia-se a uma vertente radical do nacionalismo hindu. 
Fundada em 1925 por Keshav Baliram Hedgewar, desde então a RSS ganhou importância e influência política, culminando  em 1980, com a fundação do Partido do Povo Indiano (Bharatiya Janata Party, BJP), considerado seu braço político.